# Napfogyatkozás (regény)
Az Napfogyatkozás (Eclipse) Stephenie Meyer Alkonyat (Twilight) című könyvsorozatának harmadik kötete, melyben folytatódik a 18 éves Bella Swan és vámpír kedvese, Edward Cullen története. A könyv 2007. augusztus 7-én jelent meg, először egymillió példányban, és az első napon több mint 150 000 példányt adtak el belőle.
2008-ban a negyedik legkeresettebb könyv volt, a sorozat többi darabja, az Alkonyat, az Újhold és a Hajnalhasadás mögött.
A könyv filmadaptációját Alkonyat – Napfogyatkozás címmel 2010. június 30-án mutatták be, Robert Pattinson és Kristen Stewart főszereplésével.

## Történet
|  | Alább a cselekmény részletei következnek! |

Seattle városát rejtélyes gyilkosságok tartják rettegésben. Edward úgy véli, a gyilkosságokat egy „újszülött”, azaz még nemrég átalakult vámpír követi el. Miközben Bella és Edward főiskolára jelentkeznek, Bella elmondja Edwardnak, mennyire hiányzik neki a barátja, Jacob Black, aki vérfarkas, így Cullenék ősi ellensége. Edward, hogy boldoggá tegye a lányt, vonakodva bár, de beleegyezik, hogy néha találkozzanak. Alice-nek, Edward húgának látomása támad, melyben Victoriát látja visszatérni Forksba. Néhány nappal később Edward megkéri Bella kezét.
Cullenék rájönnek, hogy a seattle-i gyilkosságokat nem egy, hanem legalább 19-20 újszülött vámpír követi el, Bella pedig megfejti, hogy a vámpírhadsereget Victoria vezeti és még mindig az a célja, hogy megölje őt. A Cullenék és a vérfarkasok ideiglenes szövetséget kötnek. Jasper, Edward bátyja, aki valaha maga is egy hasonló újszülött-hadsereg tagja volt, mielőtt Cullenékhez csatlakozott, megtanítja családjának és a vérfarkasoknak, hogyan küzdjenek a rendkívüli erejű és vad új vámpírokkal szemben. Bella nem tudja elviselni a gondolatot, hogy Edwardnak baja eshet a csatában, így ráveszi, maradjon ki belőle. 
Jacob, Bella és Edward a hegyekben táboroznak, úgy van megbeszélve, hogy Seth a csata idejére átveszi Jake helyét, míg az harcol a mezőn az újszülöttek ellen. Jacob kihallgatja Bella és Edward beszélgetését meghallja, hogy Edward és Bella az eljegyzésükről beszélnek, úgy dönt, megöleti magát az új vámpírokkal a mezőn készülő csata folyamán. Bellának elmondja a tervét, és az, hogy megállítsa, ráveszi, hogy maradjon, méghozzá úgy, hogy megcsókolja. Ebben a pillanatban Bella ráébred, hogy Jacobba is szerelmes, azért nem volt hajlandó lemondani róla. Ám Edward iránt érzett szerelme győzedelmeskedik.
Jacobot nem lehet megállítani, csatlakozik a többiekhez. Victoriának sikerül kijátszania a Cullenek éberségét és egy újszülött vámpírral követik Edward illatát Bella búvóhelyéig. Edward és Seth elbánnak a két vámpírral, és a Cullen-vérfarkas szövetségnek is sikerül legyőzni a többi újszülött vámpírt. Ekkor megérkezik a Volturi néhány tagja, élükön Jane-nel, akiket Aro küldött a seattle-i vámpírhadsereg megölésére, de Cullenék gyorsabban reagáltak, így aVolturi küldöttségnek nem akadt dolga. Mivel Cullenék elvégezték a munkát, a Volturi hazatér, de Jane figyelmezteti Bellát, hogy nem maradt sok ideje a vámpírrá váláshoz. 
A csata végeztével Alice elkezdi tervezgetni Bella és Edward esküvőjét-miután Bellától erre engedélyt kapott-, amire Jacob is kap egy meghívót, egy üzenettel Edwardtól, melyben megköszöni Jacobnak, hogy a lány támasza volt, amikor ő nem lehetett mellette. Jacob farkasformát öltve, keserűen vág neki az erdőnek, nem tudván elviselni a gondolatot, hogy Bella hamarosan vámpírrá változik.Nekivág az erdőnek és nem tervezi, hogy egyhamar visszaváltozik emberré, mert azt a szintű fájdalmat nem tudná elviselni.
|  | Itt a vége a cselekmény részletezésének! |

## Magyarul
- Eclipse. Napfogyatkozás; ford. Rakovszky Zsuzsa; Könyvmolyképző, Szeged, 2009 (Vörös pöttyös könyvek)

## A borító
A borítón egy vörös selyemszalag található, egyik helyen elszakadva, mindössze egy szál tartja össze. Ez a szalag Bella és Jacob kapcsolatát szimbolizálja, aminek majdnem vége szakad. A színe pedig a kettőjük közötti kapcsolatot jellemzi, hiszen Bella rájön hogy számára Jacob több, mint barát.[forrás?]